# Euphorbia chamissonis
Euphorbia chamissonis es una especie fanerógama perteneciente a la familia Euphorbiaceae. Es endémica de Islas Marshall.

## Taxonomía
Euphorbia chamissonis fue descrita por (Klotzsch & Garcke) Boiss. y publicado en Prodromus Systematis Naturalis Regni Vegetabilis 15(2): 14. 1862.
Etimología
Euphorbia: nombre genérico que deriva del médico griego del rey Juba II de Mauritania (52 a 50 a. C. - 23), Euphorbus, en su honor – o en alusión a su gran vientre –  ya que usaba médicamente Euphorbia resinifera. En 1753 Carlos Linneo asignó el nombre a todo el género.
chamissonis: epíteto otorgado en honor del botánico alemán aunque de origen francés Ludof Adelbert von Chamisso (1781 - 1838) que trabajó en colaboración con Diederich Franz Leonhard von Schlechtendal, describiendo la flora de México.
Sinonimia
- Anisophyllum chamissonis Klotzsch & Garcke
- Chamaesyce chamissonis (Klotzsch & Garcke) F.C.Ho